# Justin Harry Lester

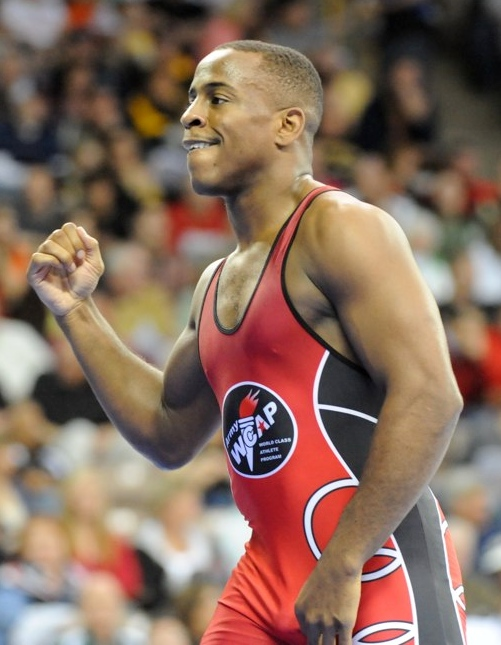
Justin Lester, 2012

Justin Harry Lester (* 30. September 1983) ist ein US-amerikanischer Ringer. Er gewann bei den Weltmeisterschaften 2006 und 2007 jeweils eine Bronzemedaille im griechisch-römischen Stil im Leichtgewicht.

## Werdegang
Justin Harry Lester begann als Jugendlicher 1992 mit dem Ringen. Der in Marquette, Michigan bzw. Akron, Ohio ansässige, für den Gator Wrestling Club startende Athlet betätigte dabei während seiner High-School-Zeit im freien Stil. In diesem Stil wurde er im Jahre 1999 in Łódź auch Junioren-Weltmeister (Cadets = Altersgruppe bis zum 16. Lebensjahr) in der Gewichtsklasse bis 54 kg Körpergewicht. Der 1,70 Meter große Ringer stellte sich danach mit Hilfe der Trainer Iwan Iwanow und Steve Fraser erfolgreich auf den griechisch-römischen Stil um.
In diesem Stil belegte er bei den Junioren-Weltmeisterschaften 2003 in Istanbul im Leichtgewicht den 5. Platz und besiegte dabei auch Christian Fetzer aus Deutschland. Im Jahre 2005 wurde Justin Harry Lester erstmals US-amerikanischer Meister im Leichtgewicht und siegte auch bei der US-amerikanischen Weltmeisterschaftsausscheidung vor Marvin Ford. Bei den Weltmeisterschaften 2005 in Budapest verlor er im Leichtgewicht gleich seinen ersten Kampf gegen Eduard Kratz aus Deutschland, womit er ausschied und nur den 24. Platz belegte.
Im Jahre 2006 konnte er sich wieder für die Teilnahme an den Weltmeisterschaften in Guangzhou/China qualifizieren. Dort siegte er im Leichtgewicht über den Vizeweltmeister von 2005 Kim Min-chul aus Südkorea, verlor dann gegen Kanatbek Begaliew aus Kirgisistan, erkämpfte sich aber mit Siegen über Gurbinder Singh, Indien, Nikolai Gergow, Bulgarien und Şeref Eroğlu, Türkei, noch eine WM-Bronzemedaille.
2007 gelang Justin Harry Lester der Sieg bei den Panamerikanischen Spielen in Rio de Janeiro, wo er im Leichtgewicht vor Angelo Mota Brea, Dom. Rep., Carlos Ramos, Venezuela und Alain Milián, Kuba, siegte. Bei den Weltmeisterschaften 2007 in Baku gelang es ihm mit insgesamt fünf Siegen bei einer Niederlage erneut eine WM-Bronzemedaille zu gewinnen. Unter den von ihm besiegten Ringern waren mit Şeref Eroğlu, Ionel Pușcașu, Rumänien und Tamás Lőrincz, Ungarn, drei Ringer der absoluten Weltklasse.
Im Jahre 2008 belegte Justin Harry Lester bei der US-amerikanischen Olympiaausscheidung hinter Jacob Deitchler und Faruk Sahin nur den 3. Platz und konnte sich damit nicht für die Teilnahme an den Olympischen Spielen in Peking qualifizieren.
2009 gewann er den USA-Meistertitel im Weltergewicht vor Jake Fischer und Cheney Haight und siegte auch bei der WM-Ausscheidung vor Jess Hargrave und Jake Fisher. Bei den Weltmeisterschaften in Herning/Dänemark unterlag er aber im Weltergewicht gegen Mark Overgaard Madsen aus Dänemark und Rafik Gusseinow aus Aserbaidschan und landete deshalb nur auf dem 20. Platz.
Im Jahre 2010 bestritt Justin Harry Lester noch keine wichtigen Meisterschaften bzw. Turniere. Er plant aber künftig mit Unterstützung der US-Army wieder bei Meisterschaften an den Start zu gehen.

## Internationale Erfolge
| Jahr | Platz | Wettbewerb                                 | Gewichtskl.  | Ergebnis |
| 1999 | 1.    | Junioren-WM (Cadets) in Łódź               | bis 54 kg KG | vor Arif Mechliew, Aserbaidschan u. Soslan Tegujew, Russland |
| 2002 | 5.    | Dave-Schultz-Memorial in Colorado Springs  | Feder        | hinter James Grünwald, Joseph Warren u. Duane Martin, alle USA u. Takashi Murasaki, Japan |
| 2003 | 5.    | Junioren-WM in Istanbul                    | Leicht       | mit Siegen über Christian Fetzer, Deutschland, Ismael Navarro Sanchez, Spanien u. Anacleto Girotti, Italien u. einer Niederlage gegen Magomed Magomedow, Russland                                                         |
| 2004 | 5.    | Universitäten-WM in Łódź                   | Leicht       | hinter Seref Tüfenk, Türkei, Laszlo Kliment, Ungarn, Sergei Kowalenko, Russland u. Sylwester Charzewski, Polen |
| 2004 | 2.    | New-York-Athletik-Club-Turnier in New York | Leicht       | hinter Glenn Garrison, USA, vor Davor Štefanek, Serbien u. Cam Jones, USA |
| 2005 | 1.    | Dave-Schultz-Memorial in Colorado Springs  | Leicht       | vor Michael Ellsworth, USA, Witali Schuk, Belarus und Emilian Todorow, Bulgarien |
| 2005 | 3.    | Universitäten-WM in Lernia                 | Leicht       | hinter Selçuk Çebi, Türkei u. Jung Ji-hyun, Südkorea |
| 2005 | 3.    | Nikola-Petrow-Turnier in Sofia             | Leicht       | hinter Nikolai Gergow u. Emilian Todorow, bde. Bulgarien |
| 2005 | 24.   | WM in Budapest                             | Leicht       | nach einer Niederlage gegen Eduard Kratz, Deutschland |
| 2005 | 1.    | New-York-Athletik-Club-Turnier in New York | Leicht       | vor Mark Rial und Oscar Wood |
| 2006 | 1.    | Dave-Schultz-Memorial in Colorado Springs  | Leicht       | vor Jung Tae-kyun, Südkorea, Marcel Cooper, USA u. Tomas Sobecky, Tschechien |
| 2006 | 3.    | WM in Guangzhou                            | Leicht       | mit Sieg über Kim Min-chul, Südkorea, Niederlage gegen Kanatbek Begaliew, Kirgisistan u. Siegen über Gurbinder Singh, Indien, Nikolai Gergow, Bulgarien u. Şeref Eroğlu, Türkei                                           |
| 2007 | 4.    | Welt-Cup in Antalya                        | Leicht       | mit Sieg über Ambako Watschadse, Russland u. Niederlagen gegen Ali Mohammadi, Iran und Armen Wardanjan, Ukraine |
| 2007 | 1.    | Panamerikanische Spiele in Rio de Janeiro  | Leicht       | vor Angelo Mota Brea, Dom. Rep., Carlos Ramos, Venezuela u. Alain Milián, Kuba |
| 2007 | 3.    | WM in Baku                                 | Leicht       | mit Siegen über Juha Petteri Hiltunen, Finnland, Şeref Eroğlu, Mayli Paul Consuegra Panfe, Kuba u. Ionel Pușcașu, Rumänien, einer Niederlage gegen Fərid Mansurov, Aserbaidschan u. einem Sieg über Tamás Lőrincz, Ungarn |
| 2008 | 2.    | Dave-Schultz-Memorial in Colorado Springs  | Welter       | hinter T. C. Dantzler, USA, vor Asset Adilow, Kasachstan und Talan Knox, USA |
| 2009 | 1.    | Dave-Schultz-Memorial in Colorado Springs  | Welter       | vor Cheney Haight, Jacob Fisher u. Jacob Deitchler, alle USA |
| 2009 | 20.   | WM in Herning/Dänemark                     | Welter       | nach Niederlagen gegen Mark Overgaard Madsen, Dänemark u. Rafik Gusseinow, Aserbaidschan |

## Nationale Erfolge
| Jahr | Platz | Wettbewerb             | Gewichtsklasse | Ergebnis                                        |
| 2005 | 1.    | USA-Meisterschaften    | Leicht         | vor Marcel Cooper, Oscar Wood u. Mark Rial      |
| 2005 | 1.    | Universitäten-WM-Tials | Leicht         | vor Marvin Ford                                 |
| 2005 | 1.    | WM-Trials              | Leicht         | vor Glenn Garrison                              |
| 2006 | 1.    | WM-Trials              | Leicht         | vor Marcel Cooper                               |
| 2007 | 1.    | WM-Trials              | Leicht         | vor Jacob Curby, Mark Rial u. Faruk Sahin       |
| 2008 | 3.    | OS-Trials              | Leicht         | hinter Jacob Deitchler u. Faruk Sahin           |
| 2009 | 1.    | USA-Meisterschaften    | Welter         | vor Jake Fisher, Cheney Haight u. Jess Hargrave |
| 2009 | 1.    | WM-Trials              | Welter         | vor Jess Hargrave u. Jake Fisher                |

## Erläuterungen
- Junioren-WM 1999 im freien Stil, alle übrigen Wettbewerbe im griechisch-römischen Stil
- OS = Olympische Spiele, WM = Weltmeisterschaften
- Trials = Ausscheidungsturnier
- Leichtgewicht bis 66 kg, Weltergewicht bis 74 kg Körpergewicht